# Белан (Селаж)
Белан (рум. Bălan) — село у повіті Селаж в Румунії. Адміністративний центр комуни Белан.
Село розташоване на відстані 371 км на північний захід від Бухареста, 19 км на схід від Залеу, 47 км на північний захід від Клуж-Напоки.

## Населення
За даними перепису населення 2002 року у селі проживали 1043 особи, з них 1041 особа (99,8%) румунів. Рідною мовою 1042 особи (99,9%) назвали румунську.